# James Franck
James Franck (Hamburgo, 26 de agosto de 1882 — Göttingen, 21 de maio de 1964) foi um físico alemão.

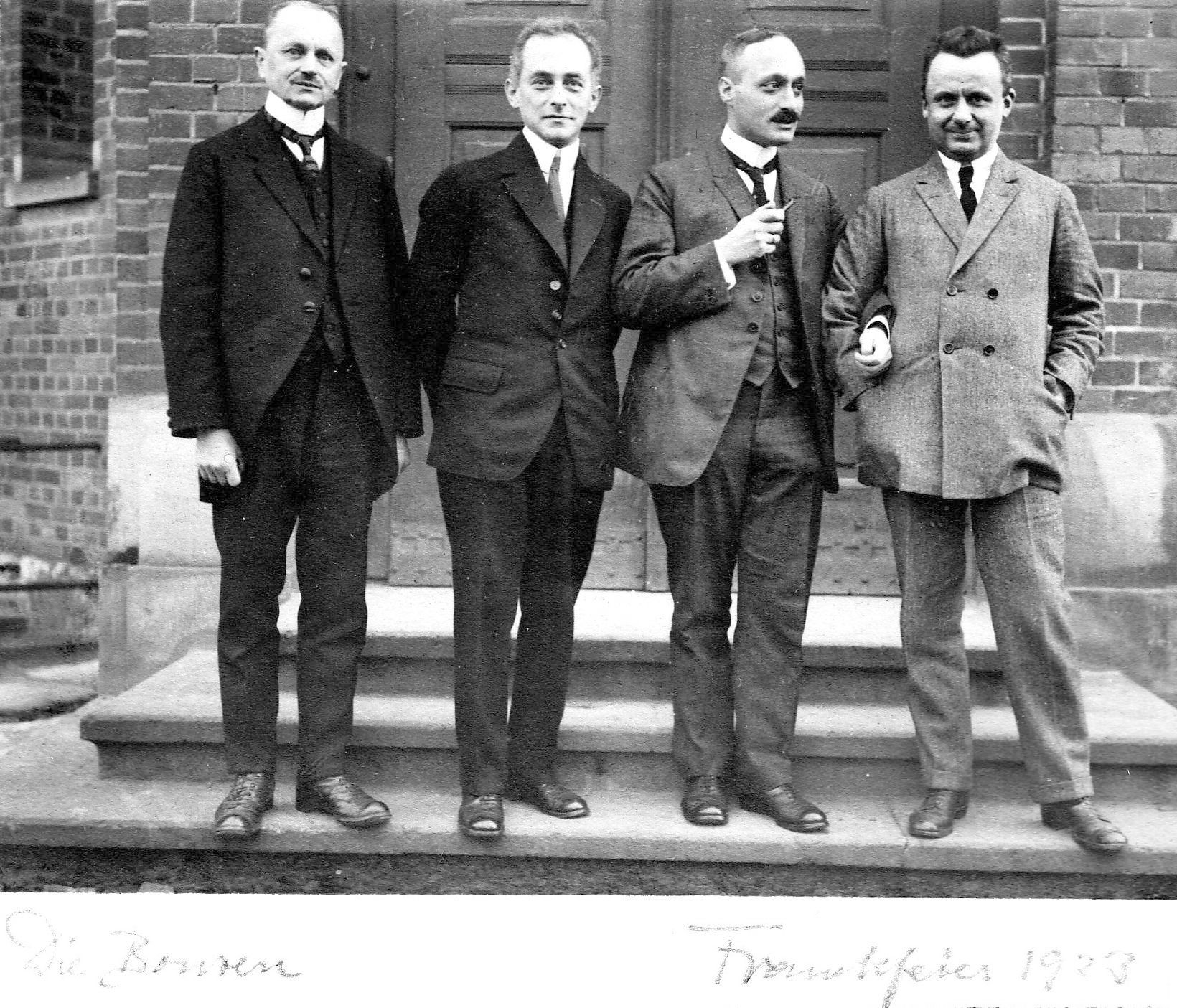
Cerimônia a Franck em 1923 em Göttingen. Da esquerda para a direita: Max Reich, Max Born, James Franck e Robert Wichard Pohl

Recebeu o Nobel de Física de 1925, pelo estabelecimento das leis que atuam no impacto de elétrons sobre os átomos.